# Slaget vid Megiddo (609 f.Kr.)
Slaget vid Megiddo skall ha inträffat 609 f.Kr. när farao Necho II ledde sin armé mot Karkemisch för att stödja sina allierade, det assyriska imperiet, mot det nyuppkomna babyloniska imperiet och dess allierade. Vägen mot Karkemisch krävde att Necho marscherade sin armé genom kungadömet Juda och när dess kung Josia fick reda på detta vägrade han låta den egyptiska armén passera. Den judiska armén anföll den egyptiska armén i ett bakhåll vid Megiddo men slaget slutade i en Egyptisk seger där Josia stupade och Juda blev senare ett egyptiskt vasallkungadöme. Slaget återberättas i gamla testamentet, Esras bok och i Josefus skrifter. 
Trots att Necho besegrade Juda rike och tog sig till Karkemish kom de försent för att sedan undsätta Harran som var Assyriens dåvarande huvudstad. Egypterna och assyrierna gjorde ett misslyckat försök att återta Harran och det assyriska imperiet anses därefter ha slutat existera. Egypterna fortsatte kriget fram tills slaget vid Karkemish och slaget vid Hamath vartefter de tvingades dra sig tillbaka till Nildeltat.  

## Bibelns berättelse
Händelsen nämns kort i andra kungaboken och det finns även en längre redogörelse i andra krönikeboken. Andra kungabokens berättelse är som följer:
- "Under hans tid drog farao Neko, kungen av Egypten, upp mot Assyriens kung vid floden Eufrat. Då tågade kung Josia emot honom men blev dödad av honom vid Megiddo under första sammandrabbningen. Hans tjänare förde hans döda kropp i en vagn bort från Megiddo till Jerusalem och begravde honom i hans grav."

I andra krönikeboken står:
- " Efter allt detta, när Josia hade fått templet i ordning, drog Egyptens kung Neko upp för att strida vid Karkemish som ligger vid Eufrat. Josia drog ut mot honom. Då skickade Neko bud till honom och sade: ”Vad har jag med dig att göra, du Juda kung? Det är inte mot dig jag kommer i dag, utan mot den fiende jag är i krig med. Gud har befallt mig att skynda. Sluta stå emot Gud, som är med mig! Akta dig så att han inte förgör dig.” Men i stället för att vända om och lämna honom i fred förklädde Josia sig och gick ut för att strida mot honom, utan att höra på Nekos ord som kom från Guds mun. De drabbade samman i Megiddopasset. Bågskyttarnas pilar träffade kung Josia, och kungen sade till sina män: ”Bär bort mig! Jag är svårt sårad.” Då bar hans män bort honom från vagnen och satte honom i hans andra vagn och förde honom till Jerusalem. Han dog och blev begravd där hans fäder var begravda. Hela Juda och Jerusalem sörjde Josia.

## Andra källor
Skriften i Esras bok återger i stort sett samma text som den som står i andra krönikeboken och den enda större skillnaden är att Josia beskrivs som "svag" snarare än svårt sårad. Han dör sedan i Jerusalem precis som i krönikeboken. Historikern Eric H. Cline menar att ändringen antagligen är gjord för att få hans öde att överensstämma mer med profetissan Huldah's spådom.
Sju århundraden efter händelsen skrev Josefus om vad som inträffade under slaget. Josefus skrifter ger en mer detaljerad bild av vad som skedde och verkar enligt texten vara baserad på källor som nu gått förlorade. Cline menar dock att texten antagligen är baserad på bibelns skrifter blandade med Josefus egna idéer om vad som skedde på slagfältet. 
Talmuden lägger till att anledningen till att Josia inte lät Necho's armé passera var för att gud tidigare i gamla testamentet sagt "inget svärd skall passera genom ditt land".
Slutligen skriver även Herodotos om händelsen i sin bok "Historia":
"Necho slutade sitt arbete med kanalerna och vände sig istället till krig. Han lät bygga stridsskepp vid det norra havet och i arabiska viken (röda havet) och kranarna som användes vid deras sjösättning finns fortfarande att se där. Dessa skepp använde han vid behov och han stred även i ett slag vid Magdolos mot syrierna som han besegrade. Han erövrade Cadytis som var en stor syrisk stad och skickade de kläder han burit under striden till Branchidae av Miletus och dedikerade dem till Apollo."

## Platsen för slaget

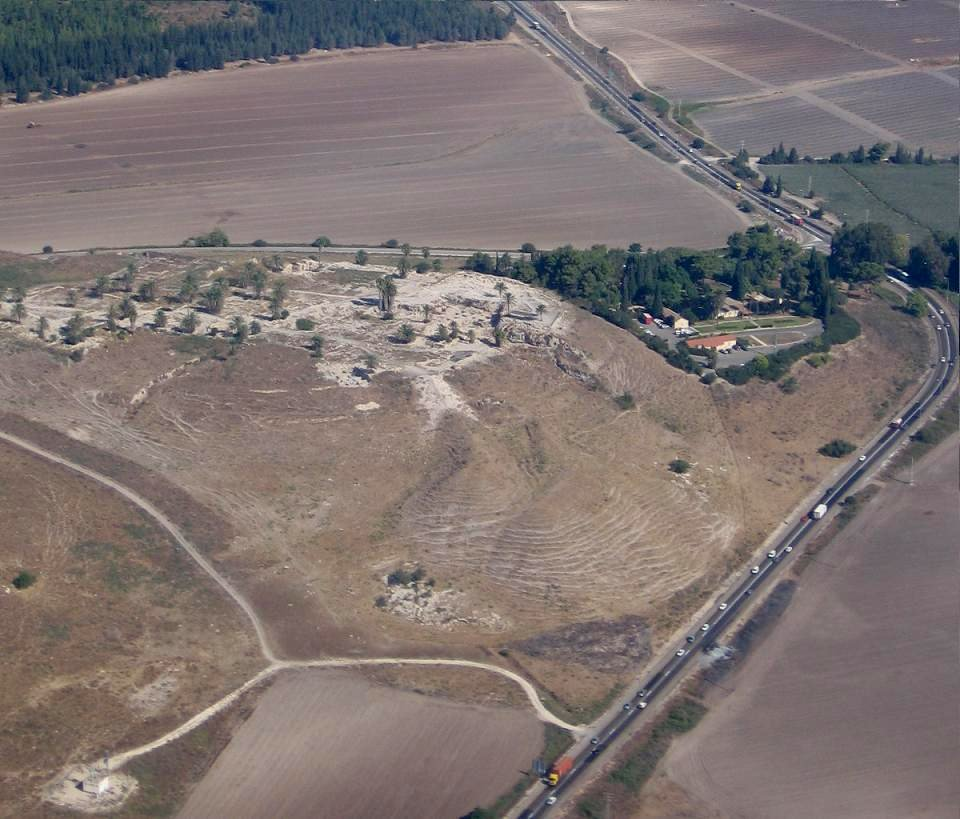
Översiktsbild på Megiddos ruiner från sydöst.

Topografin kring Megiddo visar att staden låg på en låg kulle som i sin tur låg på en mindre platå omgiven av kustslätt stor nog för att ställa upp en armé av tusentals män. Megiddo låg inte högt nog för att dominera det kringliggande landskapet men var en logisk plats för en garnison och staden hade tillgång till färskvatten tack vare floden Kishon. Kullen och platån är stor nog för att kunna gömma en armé bakom och eftersom vägen från Egypten in i Mesopotamien gick bredvid staden är det en väl vald plats för ett större bakhåll. 

## Efterspel
Efter att Josia stupat kröntes hans son Joahas till kung av Juda medan den egyptiska armén fortsatte norrut för att strida mot babylonierna. Efter sina nederlag där återvände Necho till Juda och han tillfångatog då Joahas och gjorde Juda till ett egyptiskt vasallkungadöme. Han tog sedan en tribut på 3400 kilo silver och 34 kilo guld och gjorde sedan Joahas bror Eliakim till kung av Juda. Necho tvingade även Eliakim byta namn till Jojakim innan han återvände till Egypten med Joahas. Joahas kom att bli den förste kungen av Juda att dö i exil. 

## Debatten om slaget
Cline menar att det finns två läger gällande slaget vid Megiddo, De som tror att det är en sann berättelse om ett misslyckat anfall mot Necho's trupper och de som menar att historien är påhittad och att det inte vore första gången som gamla testamentet "Späder på" en berättelse. Berättelsen om hur Josia såras av en pil för att sedan begravas i Jerusalem anses väldigt lik berättelserna om kung Achav av Israel och kung Achasja av Juda som står att finna i kungaböckerna och som skall ha utspelat sig mer än 200 år innan slaget. Cline utvecklar vidare att även om det är möjligt att ett slag mellan Egypten och Juda verkligen stod vid Megiddo under perioden behöver inte Josia ha deltagit där, detta då inga historiska källor nämner att han stupat i strid. Det är möjligt att Josia dödades av Necho vid ett annat tillfälle.